# Райчихинск (городской округ)
Райчихинск или город Райчихинск — административно-территориальная единица и муниципальное образование (городской округ) в составе Амурской области России.
Административный центр — город Райчихинск.
Включён в перечень монопрофильных муниципальных образований Российской Федерации (моногородов) в категорию муниципальных образований с наиболее сложным социально-экономическим положением (в том числе во взаимосвязи с проблемами функционирования градообразующих организаций).

## История
Городской округ образован законом Амурской области от 11.03.2005 г. № 446-ОЗ «О наделении муниципального образования города Райчихинск статусом городского округа и об установлении его границ».

## Население
| 1990    | 1995    | 2000    | 2001    | 2002    | 2003    | 2004    |
| ------- | ------- | ------- | ------- | ------- | ------- | ------- |
| 48 241  | ↘46 582 | ↘44 484 | ↘43 500 | ↘42 232 | ↘42 100 | ↘24 000 |
| 2009    | 2010    | 2011    | 2012    | 2013    | 2014    | 2015    |
| ↗24 132 | ↘21 933 | ↘21 880 | ↘21 551 | ↘21 320 | ↘20 865 | ↘20 592 |
| 2016    | 2017    | 2018    | 2019    | 2020    | 2021    | 2023    |
| ↘20 483 | ↘20 271 | ↘20 048 | ↘19 761 | ↘19 454 | ↘17 448 | ↗17 451 |

## Состав
В состав городского округа входят 4 населённых пункта:
| № | Населённый пункт | Тип населённого пункта        | Население |
| - | ---------------- | ----------------------------- | --------- |
| 1 | Зельвино         | населённый пункт              | ↗1410     |
| 2 | Райчихинск       | город, административный центр | ↗15 860   |
| 3 | Угольное         | село                          | ↘41       |
| 4 | Широкий          | посёлок                       | ↘1225     |